# SOM (raket)
SOM (Turks: Stand-off Mühimmat) is een Turks kruisvluchtwapen met stealth-eigenschappen, ontwikkeld door TÜBİTAK-Sage. Het kruisvluchtwapen werd onthuld op 4 juni 2011 op de luchtmachtbasis Cigli in İzmir tijdens de viering van het honderdjarige bestaan van de Turkse luchtmacht. De SOM is het eerste nationale kruisvluchtwapen dat zowel stilstaande als bewegende doelen kan vernietigen. In 2011 heeft TÜBİTAK-Sage succesvol de 300 en 500 km versies getest. In 2013 schakelde een SOM een doelwit uit op een afstand van 800 km.